# On My Shield
«On My Shield» (с англ. — «На моём щите») — сингл, выпущенный американской металкор-группой Converge. Первоначально он был доступен во время европейских гастролей группы в июле 2010 года. Сингл был выпущен группой самостоятельно, хотя распространялся лейблами Converge — Epitaph Records и Deathwish. Физический релиз не содержит каталожного номера лейбла, однако в Deathwish сингл называется «CONCULT01». Песня была записана и спродюсирована гитаристом Куртом Баллу в его собственной студии God City в период между гастролями группы по США и Европе 2010 года в поддержку альбома Axe to Fall (2009 г.).

## Выпуск и продвижение
Сингл был выпущен ограниченным тиражом на 7-дюймовом виниле в трёх разных цветах, каждая из них была выпущена тиражом не более 1000 экземпляров. Одна версия была продана во время европейских гастролей Converge 2010 года, другая была продана через интернет-магазин Epitaph группы, а окончательная версия была распространена среди различных розничных продавцов винила. Сингл также был выпущен через крупных розничных продавцов цифровой музыки позже в 2010 году. Решение выпустить «On My Shield» самостоятельно, вместо того, чтобы выпускать его на их основном лейбле Epitaph или вторичном Deathwish, было принято из-за большого промежутка времени с момента выхода их предыдущего 7-дюймового альбома. Многие из ранних синглов и EP Converge были выпущены самостоятельно, и группа хотела выпустить «весёлый» и «непохожий» релиз в том виде, в каком был доступен их старый материал. На стороне «Б» изображён логотип на щите, выгравированный лазером, и не содержит никакой музыки. Вокалист Джейкоб Бэннон объяснил историческое значение логотипа: 

Символ был частью медицинского устройства XVIII века, используемого для выявления недостатков зрения. Мы используем символ как визуальную метафору для поиска ясности и перспективы в своей жизни.
Песня «On My Shield» дебютировала на радио в программе BBC Radio 1 «The Rock Show» с Дэниелом П. Картером в июле 2010 года.

## Отзывы критиков
Максвелл из KillYourStereo описал песню как «чистый Converge» и что «в музыкальном плане группа продолжает сочинять самый интригующий гибрид хардкора/панка/метала, который накажет вас, как новичка в тюрьме». Джошуа Т. Коэн из BlowTheScene отметил, что вступление «On My Shield» напоминает песню Converge «Jane Doe» с их одноимённого альбома 2001 года. Коэн также прокомментировал, что в песне присутствует «несколько элементов, которые определяют звучание Converge, включая, помимо прочего, экстремальную полиритмичную игру на барабанах, эмбиентные и сверхплотные гитарные облизывания, со вкусом подобранный драйв, искажённый бас и запатентованный Бэнноном шред-вокал — в этой песне есть всё».

## Список композиций
1. «On My Shield» — 4:15

## Участники записи[10]
Converge
- Джейкоб Бэннон — вокал
- Курт Баллу — бэк-вокал, гитара
- Нейт Ньютон — бас-гитара
- Бен Келлер — ударные

Производственный персонал
- Курт Баллу — продюсер, звукоинженер, сведение

Художественное оформление
- Джейкоб Бэннон — художественное оформление, дизайн, иллюстрация